# Seth Siegelaub
Seth Siegelaub est un marchand d'art, commissaire d'art et éditeur américain, né à New York en 1941, mort à Bâle le 15 juin 2013. Il est l'un des principaux représentants de l'art conceptuel aux États-Unis dans les années 1960. Ses livres d'artistes renouvellent le concept d'œuvre d'art et d'exposition.

## Biographie
Seth Siegelaub est né dans le Bronx à New York. Il a fondé la galerie Seth Siegelaub Contemporary Art ouverte pendant dix-huit mois entre 1964 et 1966. Puis il travaille comme commissaire indépendant à une vingtaine d'expositions entre 1968 et 1971.
Siegelaub dit que son travail consiste plutôt à échapper aux structures, aux musées et galeries consacrés, dans une sorte d'activité de « guerilla » visant à créer plutôt des structures flexibles répondant aux besoins et sans location fixe. Il cherche à échapper à la routine du monde de l'art.
Il est l'un des premiers à organiser des expositions d'art conceptuel et fait le lien avec la génération des minimalistes. Il travaille avec les artistes Carl Andre, Sol Le Witt, Robert Morris, Robert Barry, Douglas Huebler, Daniel Buren, Joseph Kosuth et Lawrence Weiner.
L'exposition selon Siegelaub peut consister en rien d'autre que le catalogue d'exposition ou n'être qu'une illustration de celui-ci. L'œuvre n'est pas un objet unique, mais consiste aussi bien dans sa reproduction et dans l'information autour de l'œuvre. Siegelaub s'inspire des techniques publicitaires. Le livre d'artiste est une façon de rapprocher selon lui les artistes et le public en supprimant l'intermédiaire des galeries ou des musées.
Siegelaub voit cette "dématérialisation" comme une attitude de défiance vis-à-vis de l'objet d'art, de son existence matérielle et de sa valeur marchande, soit la "tentative la plus sérieusement soutenue à ce jour pour échapper à la fatalité de l'objet marchand".
C'est avec le catalogue Douglas Huebler - novembre 1968 que le catalogue se revendique comme l'exposition et non comme un supplément ou une illustration.
En décembre 1968, Siegelaub édite les Statements de Lawrence Weiner.
Les expositions The Xeroxbook (1968) ou January 5-31 1969 (1969) rassemblent les contributions de nombreux artistes sans comprendre aucun objet, aucune peinture ou ni aucune sculpture. L'œuvre prend également la forme d'un livre d'artiste. Le Xeroxbook est un livre constitué uniquement de photocopies. Siegelaub demande à sept artistes de faire un travail sur 25 pages qui est ensuite photocopié et imprimé.
En 1969, Siegelaub organise une exposition au Canada qui n'est rendue publique qu'après la parution du catalogue.
En 1971, il travaille (avec Bob Projansky) à définir un « Contrat pour la préservation des droits de l'artiste sur toute œuvre cédée » (The Artist's Reserved Rights Transfer and Sale Agreement). L'intention est de clarifier ce qui est cause dans l'œuvre d'art et de définir ces intérêts en faveur de l'artiste sans mettre en cause la question de la propriété dans le monde de l'art et dans la société capitaliste. Il s'agit de donner aux artistes des droits similaires aux auteurs et aux musiciens.
Siegelaub vit en Europe depuis le début des années 1970. Il ne travaille plus dans le monde de l'art, mais cherche, au contraire, à renouveler perpétuellement son existence au lieu de se répéter. Il travaille à une bibliographie l'histoire du textile considéré comme art, artisanat et industrie.
En 1996, il publie un article « The Context of Art/The Art of Context » dans Art Press, dans lequel il explique pourquoi il ne fait plus d'expositions d'art conceptuel et tente d'expliquer, en revanche, l'intérêt de l'histoire de l'art pour l'art conceptuel des années 1960. Il interroge également la méthode de l'histoire de l'art. Au lieu de faire l'histoire, en effet, Siegelaub demande aux artistes avec qui il a collaboré de s'exprimer sur cette époque et particulièrement à ceux qui n'ont pas trouvé de reconnaissance. L'historicisation telle qu'elle se pratique aujourd'hui dans les expositions sur l'art conceptuel donne, selon lui, une certaine autorité à l'art, mais le coupe de son contexte et en fait une chose morte.
Siegelaub pense que le commissaire d'exposition était autrefois quelqu'un qui révérait le génie de l'artiste sans affirmer son pouvoir. Mais le commissaire ne peut pas ne pas être conscient qu'il est un acteur dans ce processus de même que le collectionneur d'art et le consommateur. Il s'agit de rendre cette dimension cachée plus évidente et d'y réfléchir.
En 2011, le MoMA acquiert une partie de sa collection.

## Expositions
- Douglas Huebler, novembre 1968
- The Xerox Book
- January 5-31, 1969
- March 1969
- Prospect 1969